# MLB 2021
Die MLB-Saison 2021 war die 120. Saison der Major League Baseball (MLB) und begann am 1. April 2021. Die Regular Season endete am 3. Oktober. Spiel 1 der World Series fand am 26. Oktober statt. Die Saison endete am 2. November mit dem vierten Titel der Atlanta Braves. Titelverteidiger waren die Los Angeles Dodgers.
Das 91. MLB All-Star Game fand am 13. Juli im Coors Field, dem Stadion der Colorado Rockies in Denver, Colorado statt. Das Team der American League gewann mit 5:2 gegen die Auswahl der National League. Für die American League war es bereits der achte Erfolg in Serie.
Ursprünglich war als Austragungsort der SunTrust Park in Atlanta vorgesehen, doch die Liga entzog Atlanta zu Saisonbeginn das All-Star Game als Zeichen gegen neue Wahlgesetze in Georgia, die aus Sicht der MLB darauf ausgelegt sind, die Ausübung des Wahlrechts speziell für ethnische Minderheiten deutlich zu erschweren.

## Teilnehmende Teams
Für die Saison 2021 wurden von der MLB keinerlei Änderungen bezüglich teilnehmender Franchises bzw. Ligen- und Divisionszuordnungen vorgenommen.
| American League   |                    |                    |
| East              | Central            | West               |
| Boston Red Sox    | Cleveland Indians  | Houston Astros     |
| New York Yankees  | Minnesota Twins    | Los Angeles Angels |
| Tampa Bay Rays    | Kansas City Royals | Seattle Mariners   |
| Toronto Blue Jays | Chicago White Sox  | Texas Rangers      |
| Baltimore Orioles | Detroit Tigers     | Oakland Athletics  |

| National League       |                     |                      |
| East                  | Central             | West                 |
| Washington Nationals  | Chicago Cubs        | Los Angeles Dodgers  |
| Miami Marlins         | Milwaukee Brewers   | Arizona Diamondbacks |
| Atlanta Braves        | St. Louis Cardinals | Colorado Rockies     |
| New York Mets         | Pittsburgh Pirates  | San Diego Padres     |
| Philadelphia Phillies | Cincinnati Reds     | San Francisco Giants |

## Reguläre Saison

### American League
| East Division |                   |     |     |        |    |
| PS            | Franchise         | W   | L   | %      | GB |
| 1             | Tampa Bay Rays    | 100 | 62  | 61,7 % | —  |
| WC            | Boston Red Sox    | 92  | 70  | 56,8 % | 8  |
| WC            | New York Yankees  | 92  | 70  | 56,8 % | 8  |
|               | Toronto Blue Jays | 91  | 71  | 56,2 % | 9  |
|               | Baltimore Orioles | 52  | 110 | 32,1 % | 40 |

| Central Division |                    |    |    |        |    |
| PS               | Franchise          | W  | L  | %      | GB |
| 3                | Chicago White Sox  | 93 | 69 | 57,4 % | —  |
|                  | Cleveland Indians  | 80 | 82 | 49,4 % | 13 |
|                  | Detroit Tigers     | 77 | 85 | 47,5 % | 16 |
|                  | Kansas City Royals | 74 | 88 | 45,7 % | 19 |
|                  | Minnesota Twins    | 73 | 89 | 45,1 % | 20 |

| West Division |                    |    |     |        |    |
| PS            | Franchise          | W  | L   | %      | GB |
| 2             | Houston Astros     | 95 | 67  | 58,6 % | —  |
|               | Seattle Mariners   | 90 | 72  | 55,6 % | 5  |
|               | Oakland Athletics  | 86 | 76  | 53,1 % | 9  |
|               | Los Angeles Angels | 77 | 85  | 47,5 % | 18 |
|               | Texas Rangers      | 60 | 102 | 37,0 % | 35 |

Stand: 3. Oktober 2021
W = Wins (Siege), L = Losses (Niederlagen), % = Winning Percentage, GB = Games Behind (Rückstand auf Führenden: Zahl der notwendigen Niederlagen des Führenden bei gleichzeitigem eigenen Sieg) 

Tampa Bay Rays, Sieger der AL East
Houston Astros, Sieger der AL West
Chicago White Sox, Sieger der AL Central
Boston Red Sox, 2. AL East
New York Yankees, 3. AL East

### National League
| East Division |                       |    |    |        |     |
| PS            | Franchise             | W  | L  | %      | GB  |
| 3             | Atlanta Braves        | 88 | 73 | 54,7 % | —   |
|               | Philadelphia Phillies | 82 | 80 | 50,6 % | 6½  |
|               | New York Mets         | 77 | 85 | 47,5 % | 11½ |
|               | Miami Marlins         | 67 | 95 | 41,4 % | 21½ |
|               | Washington Nationals  | 65 | 97 | 40,1 % | 23½ |

| Central Division |                     |    |     |        |    |
| PS               | Franchise           | W  | L   | %      | GB |
| 2                | Milwaukee Brewers   | 95 | 67  | 58,6 % | —  |
| WC               | St. Louis Cardinals | 90 | 72  | 55,6 % | 5  |
|                  | Cincinnati Reds     | 83 | 79  | 51,2 % | 12 |
|                  | Chicago Cubs        | 71 | 91  | 43,8 % | 24 |
|                  | Pittsburgh Pirates  | 61 | 101 | 37,7 % | 34 |

| West Division |                      |     |     |        |     |
| PS            | Franchise            | W   | L   | %      | GB  |
| 1             | San Francisco Giants | 107 | 55  | 66,0 % | —   |
| WC            | Los Angeles Dodgers  | 106 | 56  | 65,4 % | 1   |
|               | San Diego Padres     | 79  | 83  | 48,8 % | 28  |
|               | Colorado Rockies     | 74  | 87  | 46,0 % | 32½ |
|               | Arizona Diamondbacks | 52  | 110 | 32,1 % | 55  |

Stand: 3. Oktober 2021
W = Wins (Siege), L = Losses (Niederlagen), % = Winning Percentage, GB = Games Behind (Rückstand auf Führenden: Zahl der notwendigen Niederlagen des Führenden bei gleichzeitigem eigenen Sieg) 

San Francisco Giants, Sieger der NL West
Milwaukee Brewers, Sieger der NL Central
Atlanta Braves, Sieger der NL East
Los Angeles Dodgers, 2. NL West
St. Louis Cardinals, 2. NL Central

## Postseason
Hauptartikel: ALWC 2021, NLWC 2021, ALDS 2021, NLDS 2021, ALCS 2021, NLCS 2021, World Series 2021

### Modus und Teilnehmer
Ab Anfang Oktober wurden die Division Series und anschließend die jeweilige Championship Series ausgespielt. Hierzu trafen zunächst die beiden Wild-Card Gewinner in einem Spiel aufeinander. Die drei Division-Sieger und der Gewinner des Wild-Card Spiels trafen in zwei Division-Series Begegnungen im Best-of-Five-Modus aufeinander (ALDS bzw. NLDS = American oder National League Division Series). Die Wild-Card-Sieger spielten gegen den besten Divisionssieger, also die Mannschaft mit den meisten Siegen aus den regulären Saisonspielen.
Anschließend spielen die Sieger der Division-Series-Begegnungen im Best-of-Seven-Verfahren den jeweiligen League-Champion aus (ALCS bzw. NLCS = American oder National League Championship Series).

### Schema
In der Postseason kam es zu folgenden Ergebnissen:
|  | Wild Card Games | Wild Card Games     | Wild Card Games     |   |                | League Division Series | League Division Series | League Division Series |  |  | League Championship Series | League Championship Series | League Championship Series |  |  | World Series | World Series | World Series |
|  |                 |                     |                     |   |                |                        |                        |                        |  |  |                            |                            |                            |  |  |              |              |              |
|  |                 |                     |                     |   |                | 2                      | Houston Astros         | 3                      |  |  |                            |                            |                            |  |  |              |              |              |
|  |                 |                     |                     |   |                | 2                      | Houston Astros         | 3                      |  |  |                            |                            |                            |  |  |              |              |              |
|  | 3               | Chicago White Sox   | 1                   |   |                |                        |                        |                        |  |  |                            |                            |                            |  |  |              |              |              |
|  | 3               | Chicago White Sox   | 1                   | 2 | Houston Astros | 4                      |                        |                        |  |  |                            |                            |                            |  |  |              |              |              |
|  | American League |                     |                     | 2 | Houston Astros | 4                      |                        |                        |  |  |                            |                            |                            |  |  |              |              |              |
|  |                 | 4                   | Boston Red Sox      | 2 |                |                        |                        |                        |  |  |                            |                            |                            |  |  |              |              |              |
|  |                 |                     |                     |   |                | 1                      | Tampa Bay Rays         | 1                      |  |  |                            |                            |                            |  |  |              |              |              |
|  |                 |                     |                     |   |                | 1                      | Tampa Bay Rays         | 1                      |  |  |                            |                            |                            |  |  |              |              |              |
|  |                 |                     |                     |   |                | 4                      | Boston Red Sox         | 3                      |  |  |                            |                            |                            |  |  |              |              |              |
|  | 4               | Boston Red Sox      | 1                   |   |                | 4                      | Boston Red Sox         | 3                      |  |  |                            |                            |                            |  |  |              |              |              |
|  | 4               | Boston Red Sox      | 1                   |   |                |                        |                        |                        |  |  |                            |                            |                            |  |  |              |              |              |
|  | 5               | New York Yankees    | 0                   |   |                | 2                      | Houston Astros         | 2                      |  |  |                            |                            |                            |  |  |              |              |              |
|  | 5               | New York Yankees    | 0                   |   |                | 2                      | Houston Astros         | 2                      |  |  |                            |                            |                            |  |  |              |              |              |
|  |                 |                     |                     |   | 3              | Atlanta Braves         | 4                      |                        |  |  |                            |                            |                            |  |  |              |              |              |
|  |                 |                     |                     |   | 3              | Atlanta Braves         | 4                      |                        |  |  |                            |                            |                            |  |  |              |              |              |
|  | 2               | Milwaukee Brewers   | 1                   |   |                |                        |                        |                        |  |  |                            |                            |                            |  |  |              |              |              |
|  | 2               | Milwaukee Brewers   | 1                   |   |                |                        |                        |                        |  |  |                            |                            |                            |  |  |              |              |              |
|  | 3               | Atlanta Braves      | 3                   |   |                |                        |                        |                        |  |  |                            |                            |                            |  |  |              |              |              |
|  | 3               | Atlanta Braves      | 3                   | 3 | Atlanta Braves | 4                      |                        |                        |  |  |                            |                            |                            |  |  |              |              |              |
|  | National League |                     |                     | 3 | Atlanta Braves | 4                      |                        |                        |  |  |                            |                            |                            |  |  |              |              |              |
|  |                 | 4                   | Los Angeles Dodgers | 2 |                |                        |                        |                        |  |  |                            |                            |                            |  |  |              |              |              |
|  |                 |                     |                     |   |                | 1                      | San Francisco Giants   | 2                      |  |  |                            |                            |                            |  |  |              |              |              |
|  |                 |                     |                     |   |                | 1                      | San Francisco Giants   | 2                      |  |  |                            |                            |                            |  |  |              |              |              |
|  |                 |                     |                     |   |                | 4                      | Los Angeles Dodgers    | 3                      |  |  |                            |                            |                            |  |  |              |              |              |
|  | 4               | Los Angeles Dodgers | 1                   |   |                | 4                      | Los Angeles Dodgers    | 3                      |  |  |                            |                            |                            |  |  |              |              |              |
|  | 4               | Los Angeles Dodgers | 1                   |   |                |                        |                        |                        |  |  |                            |                            |                            |  |  |              |              |              |
|  | 5               | St. Louis Cardinals | 0                   |   |                |                        |                        |                        |  |  |                            |                            |                            |  |  |              |              |              |
|  | 5               | St. Louis Cardinals | 0                   |   |                |                        |                        |                        |  |  |                            |                            |                            |  |  |              |              |              |

## Ehrungen und Auszeichnungen

### Monatliche Auszeichnungen

#### Spieler des Monats
| Monat     | American League   | American League | National League    | National League |
| --------- | ----------------- | --------------- | ------------------ | --------------- |
| April     | Byron Buxton      | MIN             | Ronald Acuña Jr.   | ATL             |
| Mai       | Marcus Semien     | CWS             | Fernando Tatís Jr. | SD              |
| Juni      | Shohei Ohtani     | LAA             | Kyle Schwarber     | WSH             |
| Juli      | Shohei Ohtani (2) | LAA             | Joey Votto         | CIN             |
| August    | José Abreu        | CWS             | C. J. Cron         | COL             |
| September | Kyle Tucker       | HOU             | Tyler O’Neill      | STL             |

#### Pitcher des Monats
| Monat     | American League | American League | National League  | National League |
| --------- | --------------- | --------------- | ---------------- | --------------- |
| April     | Gerrit Cole     | NYY             | Jacob deGrom     | NYM             |
| Mai       | Rich Hill       | TB              | Kevin Gausman    | SF              |
| Juni      | Sean Manaea     | OAK             | Jacob deGrom (2) | NYM             |
| Juli      | Jameson Taillon | NYY             | Walker Buehler   | LAD             |
| August    | Robbie Ray      | TOR             | Adam Wainwright  | STL             |
| September | Frankie Montas  | OAK             | Max Fried        | ATL             |

#### Rookie des Monats
| Monat     | American League  | American League | National League   | National League |
| --------- | ---------------- | --------------- | ----------------- | --------------- |
| April     | Yermín Mercedes  | CWS             | Trevor Rogers     | MIA             |
| Mai       | Adolis García    | TEX             | Trevor Rogers (2) | MIA             |
| Juni      | Ryan Mountcastle | BAL             | Patrick Wisdom    | CHC             |
| Juli      | Eric Haase       | DET             | Jonathan India    | CIN             |
| August    | Bobby Dalbec     | BOS             | Frank Schwindel   | CHC             |
| September | Jared Walsh      | LAA             | Ke’Bryan Hayes    | PIT             |